# たばこ病
たばこ病（たばこびょう）は、たばこの喫煙・受動喫煙等により罹患する疾病の総称。慢性閉塞性肺疾患（COPD）は、たばこ病の主な疾患であり、一般向けの呼称として用いられている。また、がん、心臓病、呼吸器疾患など（詳細は後述）を含めた呼称としても用いられる。

## 名称と疾患

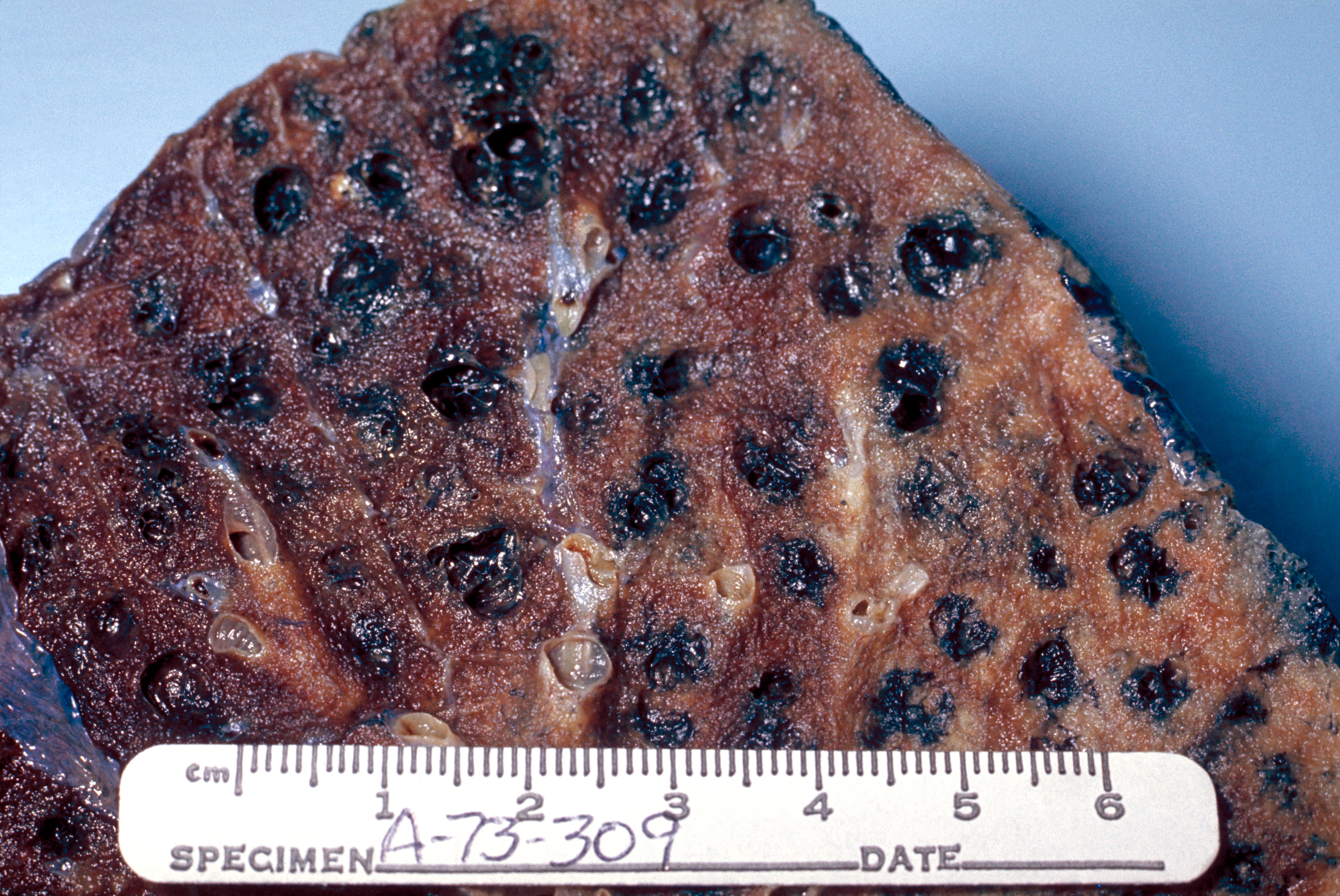
慢性閉塞性肺疾患（COPD）に冒された肺。喫煙により黒色炭素が詰まっている。

慢性閉塞性肺疾患（COPD）は、通称「たばこ病」と呼ばれ、「たばこ病」の主要な疾患である。「たばこ病」は以前、慢性閉塞性肺疾患（COPD）の新たな名称の候補名であった。2010年7月、厚生労働省の検討会において「COPDを初めとしたたばこ病」という位置づけで「たばこ病」が用いられる他、「COPD」は「たばこ病」と呼ぶという案が検討され、「いろいろなたばこ病があって、COPDがその中に1つある」という案も出された。2010年11月には、「COPD」を医療機関向けの名称にして一般向けの名称は分かりやすくするために「肺たばこ病」にするという検討がなされた。
特定非営利活動法人日本禁煙学会（JSTC）は2007年に日本政府へ提出した文書において、「たばこ病」としてがん、心臓疾患、循環器疾患、呼吸器疾患などを挙げている。
FCTC推進国民会議代表加濃正人編集、医師松崎道幸とたばこ問題情報センター代表渡辺文学の監修による『タバコ病辞典』（実践社、2004年）においては「たばこ病」として260種類の疾患が研究に基づいて挙げられている。『タバコ病辞典』は、厚生労働省「たばこ・アルコール対策担当者講習会」において引用されている文献である。
タバコの喫煙により肺がん、肺気腫などの「たばこ病」に罹患した患者が起こした裁判がある（1998年たばこ病訴訟、2005年タバコ病をなくす横浜裁判）。
「たばこ病根絶」に関する請願が6件、2011年の第179回国会に付託されている。

### 世界保健機関
世界保健機関（WHO）においては英語で「tobacco-related disease」、「tobacco-related illness and death」、「tobacco-related disease and death」、「tobacco-related diseases and deaths」、「tobacco-related deaths and disease」という表現がある。世界保健機関（WHO）によると、タバコの使用は主要な予防できる死因であり、タバコに関する疾患（tobacco-related disease）は、心筋梗塞、がん、脳梗塞、肺気腫、肺疾患、その他の疾患などである。

## 主要な疾患の一覧
「たばこ病」として挙げられている主要な疾患の一覧。

### がん
- 肺がん[20][21][22][23][24][25]
  - 扁平上皮がん[20]
  - 小細胞がん[20]
  - 腺がん[20]
  - 大細胞がん[20]
- 鼻腔がん[20]
- 副鼻腔がん[20]
- 喉頭がん[20][21][23][24][25]
- 口腔がん[20]
  - 口腔底がん[20]
  - 舌がん[20]
- 咽頭がん[20]
- 食道がん[20]
- 胃がん[20]
- 肝臓がん[20]
- 膵臓がん[20]
- 白血病（血液のがん）[20]
- 腎臓がん[20]
- 腎盂がん
- 尿管がん[20]
- 膀胱がん[20]
- 子宮がん[20]
  - 子宮頚がん[20]
- がんの早期転移[20]
- 重複がん[20]

### 精神疾患
- ニコチン依存症[20][26][27]
- 不眠症[20]

### 呼吸器疾患
- 慢性閉塞性肺疾患（COPD）[1][2][3][4][20][23]
  - 慢性気管支炎[20]
  - 肺気腫[20][21][22][23][24][25]
- 呼吸機能低下[20]
- 気管支喘息[20]（喘息[23]）
- 風邪[20]
- 急性気管支炎[20]
- 肺炎[20][23]
  - 市中肺炎[20]
- 好酸球性肺炎[20]
- 肺ランゲルハンス細胞肉芽腫症[20]
- 特発性間質性肺炎[20]
  - 剥離性間質性肺炎[20]
  - 間質性肺疾患関連呼吸細気管支炎[20]
- 慢性喉頭炎[20]
- 声帯浮腫[20]
- 喉頭ポリープ[20]
- 呼吸細気管支炎[20]
- 気胸[23]（自然気胸[20]）

### 循環器疾患
- 不整脈[20]
- 血圧上昇[20]
- 動脈硬化[20][25]
- 狭心症[20][25]
- 心筋梗塞[20][23]
- 大動脈瘤[20]
- 大動脈解離[20]
- 閉塞性動脈硬化症[20]
- 閉塞性血栓性血管炎（バージャー病）[20]

### 脳・神経疾患
- 脳血管障害（脳卒中[25]）[20]
  - 脳梗塞[20][23]
  - クモ膜下出血[20]
- 脳血管性認知症[20]

### 口腔疾患
- むし歯[20]
- 歯周病[20][25]
  - 急性壊死性潰瘍性歯肉炎[20]
- ニコチン性口内炎[20]
- 白色浮腫[20]
- 白板症[20]
- 口腔内カンジダ症[20]

### 消化器疾患
- 胃潰瘍[20][25]
- 十二指腸潰瘍[20][25]
- 慢性胃炎[20]
- 萎縮性胃炎[20]
- 逆流性食道炎[20]
- 大腸ポリープ[20]
- クローン病[20]
- 慢性膵炎[20]

### 内分泌代謝疾患
- 甲状腺性眼症[20]
- 糖尿病性腎症[20]

### 血液疾患
- 二次性多血症[20]

### 代謝内分泌疾患
- 骨粗しょう症[20]

### 皮膚疾患
- 掌せき膿疱症[20]
- しわ[20]

### 眼疾患
- タバコ弱視[20]
- 白内障[20]

### 手術の失敗
- デンタルインプラント失敗[20]
- 移植失敗[20]
  - レシピエントの喫煙[20]

### 女性の疾患

#### 性機能疾患
- 子宮がん[20]
  - 子宮頚がん[20]
- 早発閉経[20]
- 不妊症[20][25]
- 子宮外妊娠[20]

#### 妊婦の疾患
- 前置胎盤[20]
- 胎盤早期剥離[20]
- 前期破水[20]
- 流産[20]
- 早産[20]

##### 胎児・乳幼児の疾患
- 周産期死亡[20]
- 先天奇形[20][25]
  - 唇裂[20]
  - 口蓋裂[20]
- 低出生体重児[20]
- 子宮内発育遅延[20]
- 乳幼児突然死症候群（SIDS）[20]

###### 授乳による疾患
- ニコチン乳中毒症[20]

### 男性の疾患

#### 性機能疾患
- 勃起不全（ED）[20]
- 精子の異常[20][25]

### 受動喫煙による主要な疾患

#### がん
- 肺がん[28]
- 副鼻腔がん[28]

#### 呼吸器疾患
- 慢性気管支炎[28]
- 呼吸機能低下[28]
- 気管支喘息[28]

#### 循環器疾患
- 動脈硬化[28]
- 狭心症[28]
- 心筋梗塞[28]

#### 妊婦の疾患
- 低出生体重児[28]
- 子宮内発育遅延[28]

#### 小児の疾患
- 呼吸機能低下[28]
- 気管支喘息[28]
- 慢性副鼻腔炎[28]
- 急性気管支炎[28]
- 喘息様気管支炎[28]
- 肺炎[28]
- 急性細気管支炎[28]
- 髄膜炎[28]
- 乳幼児突然死症候群（SIDS）[28]
- 中耳炎[28]